# Monte Carlo Open 1977
Il Monte Carlo Open 1977 è stato un torneo di tennis giocato sulla terra rossa. È stata la 70ª edizione del Monte Carlo Open, che fa parte del World Championship Tennis 1977. Si è giocato al Monte Carlo Country Club di Roquebrune-Cap-Martin in Francia vicino a Monte Carlo, dal 4 al 10 aprile 1977.

## Campioni

### Singolare
Björn Borg ha battuto in finale  Corrado Barazzutti con il punteggio di 6–3, 7–5, 6–0

### Doppio
François Jauffret /  Jan Kodeš hanno battuto in finale  Wojciech Fibak /  Tom Okker con il punteggio di 2–6, 6–3, 6–2